# 그뤼네스 게뵐베

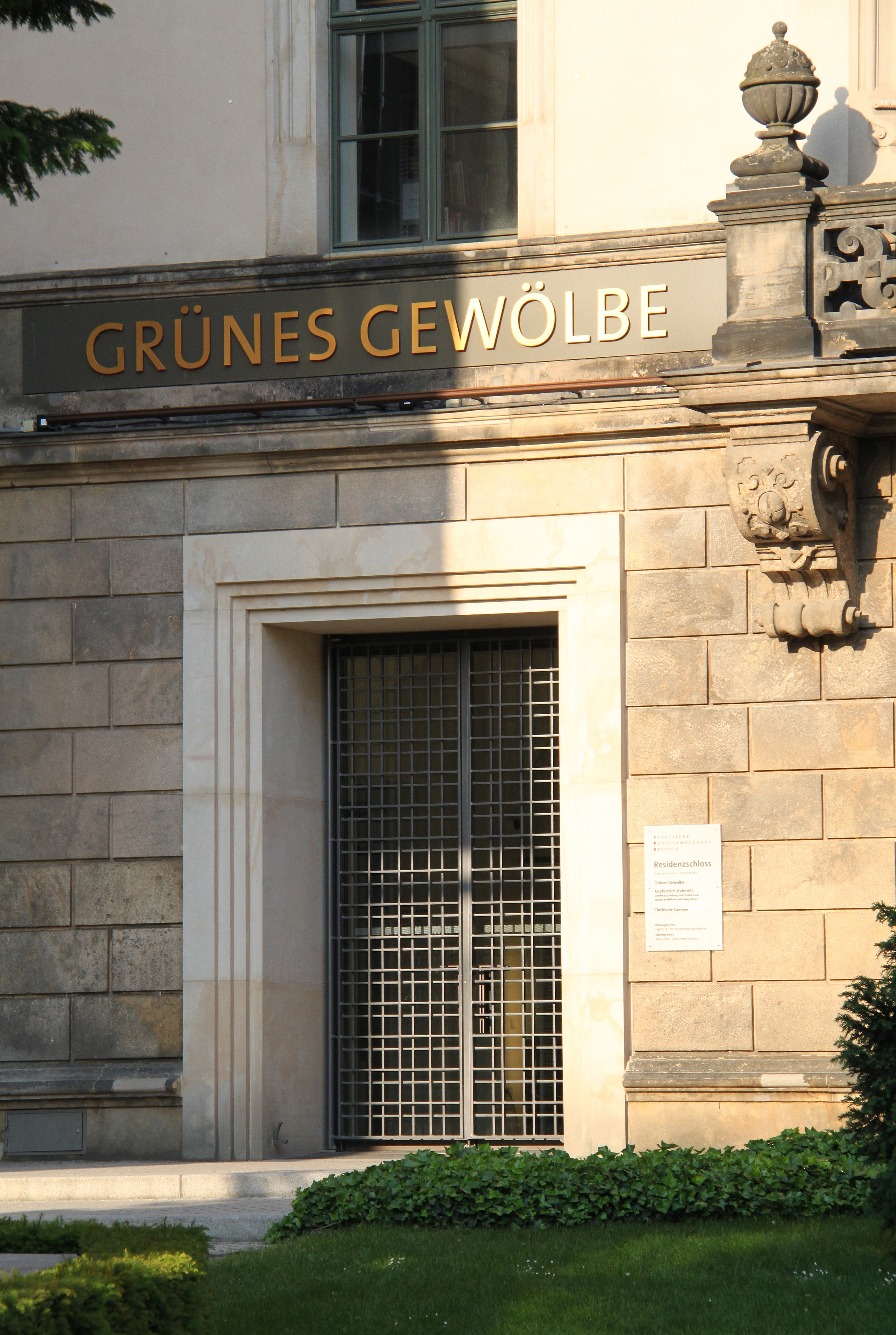
그뤼네스 게뵐베

그뤼네스 게뵐베(독일어: Grünes Gewölbe), 영어로 그린 볼트(영어: Green Vault)는 독일 작센주 드레스덴에 있는 박물관이다. 유럽에서 가장 큰 보물 컬렉션을 보유하고 있다. 이 박물관은 1723년 폴란드와 작센 의 아우구스트 1세에 의해 설립되었으며, 바로크에서 고전주의에 이르는 다양한 스타일의 전시물을 선보이고 있다. 그뤼네스 게뵐베라는 이름은 원래 말라카이트 그린으로 칠해진 기둥 밑면과 초기 방의 머리 장식에서 따왔다.
제2차 세계 대전 중 드레스덴 폭격 이후 그뤼네스 게뵐베는 완전히 복원되었다. 오늘날 그 보물들은 두 개의 전시장에서 전시되고 있다. 역사적인 그뤼네스 게벨뵈(Historisches Grünes Gewölbe)는 1733년 당시의 역사적 보물 창고의 화려함으로 유명하고, 새로운 그뤼네스 게벨뵈(Neues Grünes Gewölbe)는 중립적인 방에 있는 각 개별 물건에 주목하고 있다.
그뤼네스 게벨뵈는 드레스덴성 서쪽 구역의 1층과 2층에 위치해 있다. 현재는 드레스덴 주립 미술 컬렉션의 일부다.